# Newton Tony
Newton Tony est une paroisse civile et un village du Wiltshire, en Angleterre.